# Youri Duplessis Kergomard
Youri Duplessis Kergomard (* 3. April 1996 in Montpellier, Hérault) ist ein französischer Freestyle-Skier. Er ist auf die Disziplin Skicross spezialisiert.

## Biografie
Youri Duplessis Kergomard begann seine sportliche Laufbahn als Skirennläufer, ehe er zum Skicross wechselte. Im Alter von 16 Jahren gab er auf der Alpe d’Huez sein Europacup-Debüt. Im selben Winter nahm er in Chiesa in Valmalenco erstmals an Juniorenweltmeisterschaften teil und belegte Rang 44. Zwei Jahre danach fuhr er im Europacup erstmals unter die besten zehn, bei den Juniorenweltmeisterschaften in Valmalenco wurde er aufgrund eines absichtlichen Kontaktes disqualifiziert. Eine klare Leistungssteigerung gelang ihm im Europacup-Winter 2016/17, als er gleich mehrmals auf das Podest fuhr und in der Disziplinenwertung Platz zwei belegte. Bei seinen vierten und letzten Juniorenweltmeisterschaften verpasste er als Vierter nur knapp die Medaillenränge. In den folgenden Jahren feierte er mehrere Erfolge im Europacup und gewann 2018/19 dank seiner drei ersten Rennsiege in Frankreich und Georgien die Disziplinenwertung.
Am 11. Dezember 2015 gab Duplessis Kergomard in Val Thorens sein Debüt im Freestyle-Skiing-Weltcup. Ebendort schaffte er vier Jahre später, nachdem er zuvor nie die Qualifikation überstanden hatte, als Zweiter hinter Kevin Drury seinen ersten Podestplatz. In der Folge konnte er zunächst nicht an dieses Resultat anknüpfen und kam nie über das Halbfinale hinaus. Bei seinen ersten Weltmeisterschaften in Idre musste er sich mit Rang 21 begnügen. Nachdem er sich nicht für die Olympischen Spiele in Peking hatte qualifizieren können, fuhr er in der Saison 2022/23 viermal auf das Podest und erreichte als Vierter der Disziplinenwertung ein vorläufiges Karrierehoch. Im Rahmen der Weltmeisterschaften in Bakuriani belegte er Platz 19 im Einzelrennen und wurde im Mixed-Wettbewerb an der Seite von Marielle Berger Sabbatel Vierter.
Im Winter 2023/2024 feierte Duplessis Kergomard auf der Reiteralm seinen ersten Weltcupsieg. Noch erfolgreicher verlief der folgende Winter für ihn: Nach zwei Siegen auf der Reiteralm und in Veysonnaz sowie zwei zweiten Plätzen reiste er als Mitfavorit zu den Weltmeisterschaften im Engadin. Dort drang er im Einzelrennen bis ins Finale vor, wo er dem späteren Sieger Ryan Regez von hinten auf Ski fuhr und Tobias Müller von der Strecke drängte. Er überquerte zwar als Zweiter die Ziellinie, wurde jedoch aufgrund des Vorfalls disqualifiziert und belegte letztlich Platz vier. Auch im Mixed-Wettbewerb wurde er – wieder mit Marielle Berger Sabbatel – erneut Vierter.

## Erfolge

### Weltmeisterschaften
- Idre 2021: 21. Skicross
- Bakuriani 2023: 4. Skicross Mixed, 19. Skicross
- Engadin 2025: 4. Skicross, 4. Skicross Mixed

### Weltcupwertungen
| Saison  | Gesamt | Gesamt | Skicross | Skicross |
| Saison  | Platz  | Punkte | Platz    | Punkte   |
| ------- | ------ | ------ | -------- | -------- |
| 2019/20 | 103.   | 12,36  | 19.      | 136      |
| 2020/21 | –      | –      | 23.      | 142      |
| 2021/22 | –      | –      | 33.      | 94       |
| 2022/23 | –      | –      | 4.       | 430      |
| 2023/24 | –      | –      | 6.       | 605      |

### Weltcupsiege
- 13 Podestplätze, davon 3 Siege:

| Datum            | Ort       | Land       | Disziplin |
| ---------------- | --------- | ---------- | --------- |
| 25. Februar 2024 | Reiteralm | Österreich | Skicross  |
| 17. Januar 2025  | Reiteralm | Österreich | Skicross  |
| 2. Februar 2025  | Veysonnaz | Schweiz    | Skicross  |

### Juniorenweltmeisterschaften
- Chiesa in Valmalenco 2013: 44. Skicross
- Val Thorens 2016: 14. Skicross
- Chiesa in Valmalenco 2017: 4. Skicross

### Europacup
- Saison 2016/17: 2. Skicross-Wertung
- Saison 2017/18: 7. Skicross-Wertung
- Saison 2018/19: 1. Skicross-Wertung
- Saison 2021/22: 6. Skicross-Wertung
- Saison 2022/23: 3. Skicross-Wertung
- 18 Podestplätze, davon 6 Siege:

| Datum           | Ort                      | Land        | Disziplin |
| --------------- | ------------------------ | ----------- | --------- |
| 17. Januar 2019 | Val Thorens              | Frankreich  | Skicross  |
| 31. Januar 2019 | Saint François Longchamp | Frankreich  | Skicross  |
| 17. März 2019   | Gudauri                  | Georgien    | Skicross  |
| 6. Februar 2022 | Grasgehren               | Deutschland | Skicross  |
| 25. März 2022   | Les Contamines           | Frankreich  | Skicross  |
| 5. Februar 2023 | St. Moritz               | Schweiz     | Skicross  |

### South American Cup
- Saison 2023: 2. Skicross-Wertung
- 1 Sieg:

| Datum           | Ort      | Land  | Disziplin |
| --------------- | -------- | ----- | --------- |
| 1. Oktober 2023 | Corralco | Chile | Skicross  |

### Weitere Erfolge
- 2 französische Meistertitel (Skicross 2016 und 2017)
- 1 Sieg in einem FIS-Rennen